# 图布里县

图布里縣在阿薩姆邦的位置

图布里县（Dhubri district）是印度東北部阿薩姆邦的一個縣，距離古瓦哈提290公里，面積2,838平方公里，2011年人口1,948,632，人口密度每平方公里687人。行政中心图布里。